# Castello di Pigazzano
Il castello di Pigazzano è una fortificazione, situata a Pigazzano, frazione del comune italiano di Travo, in provincia di Piacenza.

## Storia
Costruito nel corso del XIII secolo venne attaccato nel 1234 dalla fazione guelfa, che, tuttavia, non riuscì ad espugnarlo. Il castello venne, invece, distrutto nel 1255 da Azzo Guidoboi, che lo attaccò in qualità di vicario di Oberto II Pallavicino, all'epoca signore di Piacenza. Nel 1302 il re dei Romani Alberto I d'Asburgo investì Riccardo Anguissola della signoria feudale su Pigazzano. Nel 1306 il canonico Bernardino Guido d'Olgisio varò una prebenda a favore della chiesa del castello.
Nel 1307 si asserragliarono all'interno del forte alcuni signori guelfi; in conseguenza a ciò il castello venne assaltato da parte di forze ghibelline. Nel 1373, invece, il castello, tenuto dalla fazione filovisconteo, fu costretto alla resa da parte delle truppe pontificie poste sotto il comando di Dondazio Malvicini.
Nel 1471 Pietro Bernardo Anguissola cedette Pigazzano al suo congiunto Gian Galeazzo Anguissola al prezzo di 3 000 libbre; in questo periodo l'edificio doveva aver risentito in maniera consistente dei tanti fatti d'arme in cui era stato coinvolto, tantoché in un rogito redatto da Antonio Benzi nel 1486 è contenuto l'impegno degli abitanti del paese  a elevare e conservare il castello.
Nel 1636 il castello, che ancora pochi anni prima era di proprietà della famiglia Anguissola, venne incendiato e occupato da parte di truppe spagnole, le quali impiegarono violenza anche contro la popolazione locale.
Ai primi dell'Ottocento, erano ancora visibili, nei pressi della locale chiesa, alcune rovine delle originali strutture del castello, che era stato in parte distrutto e in parte ricostruito come villa padronale dalla famiglia Soprani. Un'ulteriore ricostruzione, sempre nell'ottica di un utilizzo come abitazione signorile avvenne all'inizio del Novecento da parte della famiglia chiavarese dei Casella.

## Struttura
Posto su una terrazza panoramica, presenta in pianta una struttura a U con una torre posta sull'angolo nord-ovest. L'ingresso si trova sulla facciata che dà a nord-est, da esso si accede, attraversando una loggia con un arco ribassato, al cortile interno che, nel lato sud-est, è delimitato da una cinta muraria merlata.
Parzialmente trasformato a uso residenziale nell'Ottocento e caratterizzato dalla presenza di tre piani fuori terra, il castello presenta una commistione tra gli originali elementi medievali e le successive aggiunte ottocentesche, mentre la disposizione del giardino risale al Novecento.